# 艾夸拉
艾夸拉是巴西巴伊亚州的一个市镇。总面积195.17平方公里，总人口5137人，人口密度26.3人/平方公里。